# Петер Добаи
Петер Добаи (на унгарски: Péter Dobai) е унгарски поет, писател, сценарист, актьор и драматург.

## Биография и творчество
Петер Добаи е роден на 12 август 1944 г. в Будапеща, Унгария. Завършва гимназия „Йожеф Етвьош“ през 1963 г. със специалност „Математика“. В периода 1963 – 1965 г. работи на круизните кораби DETERT в Средиземно, Северно и Балтийско море като моряк и рулеви.
През 1970 г. завършва Факултета по изкуствата на университета „Лоранд Етвьош“ със специалност италиански език и литература, философия и обща лингвистика, и прави дипломна работа на тема „Взаимодействие между изкуството и философията на Албер Камю“. От 1969 г. до средата на седемдесетте работи в творческата общност на Студио „Бела Балаж“, където е едновременно сценарист и актьор. След дипломирането си, в периода 1970 – 1994 г. работи в Mafilm като асистент-режисьор, а по-късно като драматург и сценарист. В периода 1973 – 1974 г. е стипендиант в Куба.
Първата му книга, стихосбирката „Излизане от есенната крепост“ (Kilovaglás egy őszi erődből), е издадена през 1973 г., а първият му роман „Костните мини“ (Csontmolnárok) е издаден през 1974 г. Автор на много книги с поезия, разкази, романи, сценарии.
Член е от 1976 г. на Асоциацията на унгарските писатели, от 1977 г. на Организационния комитет на Унгарския ПЕН клуб, от 1979 г. на Асоциацията на унгарските филмови и телевизионни художници и на Гилдията на сценаристите. От 1992 г. е член на Унгарската академия на изкуствата. Член е на Академията за цифрова литература от 2019 г.
Носител е на наградите „Атила Йожеф“ (1976), награда „Кошут“ (2014) и др. Удостоен е със званието „Художник на нацията“, а през 2001 г. с отличието „почетен гражданин“ на Ференцварош.
Петер Добаи живее със семейството си в Будапеща.

## Произведения

### Поезия
- Kilovaglás egy őszi erődből (1973)[3][2]
- Egy arc módosulásai (1976)
- Hanyatt (1978)
- Az Éden vermei (1985)
- Válogatott versek – ...de én tudom, hogy emlékezik, s nem tudja, hogy emlékezik (1989)
- Vitorlák emléke (1994)
- Önmúltszázad (1997)
- Rimbaud Abesszíniában (1998) – избрано
- Versek egy elnémult klavírra – nemes és nemzetes Dukai Takách Judit késő rokokó és kora biedermeier styljében (2002)
- Ma könnyebb, holnap messzebb (2003)
- „Barth hadapród, becsületszavamra, visszatér a nyár!“ (2005)
- Emlékek jövőidőben (2008)
- Latin lélegzet. Itáliai versek és képek (2010) – с фотографии на Мария Мате
- Emlék az ember – előrehagyott versek (2011)
- Belvedere (2014)
- Voltam élni. Válogatott versek (2017)

### Самостоятелни романи
- Csontmolnárok (1974)[3][2]
- Tartozó élet (1975, 1978)
- 1964 / Sziget (napló-regény) (1977)
- Lavina (1980) – съавтор
- Vadon (1982)
- Háromszögtan (1983)
- A birodalom ezredese – Alfred Redl élete (1985)
- Ív (1988)
- Lendkerék (1989)

### Сборници
- Játék a szobákkal (1976) – разкази[3][2]
- Sakktábla, két figurával (1978) – разкази
- Párbaj, tükörben. Összegyűjtött novellák (2000) – разкази

### Сценарии
частично представяне
- 1970 Büntetöexpedíció – късометражен[4][2]
- 1971 Archaikus torzó – документален
- 1979 Rosszemberek
- 1980 Csontváry
- 1981 Мефисто, Mephisto
- 1985 Полковник Редл, Oberst Redl
- 1988 Ханусен, Hanussen
- 1989 Eszmélet – тв минисериал, 5 епизода
- 1994 Сатанинско танго, Sátántangó
- 2000 Werckmeister harmóniák
- 2005 Morfium – късометражен

## Награди
- Награда на Литературната фондация (1973)[4][2]
- Награда за издателство Seed Publishing (1975)
- Награда „Йожеф Атила“ (1976)
- Най-добър сценарий на годината (Кан, 1981)
- Награда Cinema Narrativa (1982)
- Награда на филмовите критици (1983)
- Награда „Бела Балаж“ (1990)
- Награда за лавров венец на Република Унгария (2000)
- Creative Grand Prix (MAOE, 2001)
- Почетен гражданин на Ференцварош (2001)
- Рицарски кръст на Ордена за заслуги към Република Унгария (2004)
- Награда Кошут (2014)
- Художник на нацията (2014)